# Кластерин
Кластерин (англ. Clusterin) – білок, який кодується геном CLU, розташованим у людей на короткому плечі 8-ї хромосоми.  Довжина поліпептидного ланцюга білка становить 449 амінокислот, а молекулярна маса — 52 495.
| 10         |  | 20         |  | 30         |  | 40         |  | 50         |
| ---------- |  | ---------- |  | ---------- |  | ---------- |  | ---------- |
| MMKTLLLFVG |  | LLLTWESGQV |  | LGDQTVSDNE |  | LQEMSNQGSK |  | YVNKEIQNAV |
| NGVKQIKTLI |  | EKTNEERKTL |  | LSNLEEAKKK |  | KEDALNETRE |  | SETKLKELPG |
| VCNETMMALW |  | EECKPCLKQT |  | CMKFYARVCR |  | SGSGLVGRQL |  | EEFLNQSSPF |
| YFWMNGDRID |  | SLLENDRQQT |  | HMLDVMQDHF |  | SRASSIIDEL |  | FQDRFFTREP |
| QDTYHYLPFS |  | LPHRRPHFFF |  | PKSRIVRSLM |  | PFSPYEPLNF |  | HAMFQPFLEM |
| IHEAQQAMDI |  | HFHSPAFQHP |  | PTEFIREGDD |  | DRTVCREIRH |  | NSTGCLRMKD |
| QCDKCREILS |  | VDCSTNNPSQ |  | AKLRRELDES |  | LQVAERLTRK |  | YNELLKSYQW |
| KMLNTSSLLE |  | QLNEQFNWVS |  | RLANLTQGED |  | QYYLRVTTVA |  | SHTSDSDVPS |
| GVTEVVVKLF |  | DSDPITVTVP |  | VEVSRKNPKF |  | METVAEKALQ |  | EYRKKHREE  |

A: Аланін

C: Цистеїн

D: Аспарагінова кислота

E: Глутамінова кислота

F: Фенілаланін

G: Гліцин

H: Гістидин

I: Ізолейцин

K: Лізин

L: Лейцин

M: Метіонін

N: Аспарагін

P: Пролін

Q: Глутамін

R: Аргінін

S: Серин

T: Треонін

V: Валін

W: Триптофан

Цей білок за функцією належить до шаперонів. 
Задіяний у таких біологічних процесах як апоптоз, імунітет, вроджений імунітет, шлях активації комплементу. 
Локалізований у цитоплазмі, ядрі, мембрані, мітохондрії, ендоплазматичному ретикулумі, цитоплазматичних везикулах, мікросомах.
Також секретований назовні.